# The Red Rider (serial cinematografico)
The Red Rider è un serial cinematografico western statunitense in 15 episodi del 1934 diretto da Lew Landers, tratto dal racconto "The Red Head from Sun Dog" di W.C. Tuttle.

## Trama
Lo sceriffo di Sun Dog, Red Davison, sacrifica il suo lavoro e la sua reputazione per salvare il suo migliore amico dall'impiccagione alla quale era stato condannato per un omicidio. Davison lo fa evadere di prigione e i due iniziano un lungo viaggio pieno di insidie per trovare il vero assassino.